# Try This Shoot
Singles de Globe
Garden
(2001) Stop! In the Name of Love
(2001)
Try This Shoot (titré en minuscules : try this shoot) est le 23e single du groupe Globe.

## Présentation
Le single, composé et produit par Tetsuya Komuro, sort le 1er août 2001 au Japon sur le label Avex Globe de la compagnie Avex, quatre mois après le précédent single du groupe, Garden.
Il atteint la 10e place du classement des ventes de l'Oricon, et reste classé pendant cinq semaines. 
Sortent aussi deux versions promotionnelles aux contenus différents, une au format CD et l'autre au format vinyle.
La chanson-titre, de genre trance comme celle du précédent single, a été utilisée comme thème musical dans une publicité pour un produit de la marque Kanebo ; sa version instrumentale figure aussi sur le single, ainsi qu'une version remixée. 
Elle figurera sur le sixième album original du groupe, Lights, qui sortira six mois plus tard, ainsi que par la suite sur ses compilations 8 Years: Many Classic Moments de 2002, Globe Decade de 2005, et Complete Best Vol.2 de 2007 ; elle sera également remixée sur son album de remix EDM Sessions de 2013.

## Liste des titres
Les chansons sont composées, arrangées et mixées par Tetsuya Komuro, et écrites par Keiko (paroles de rap par Marc).
| CD    | CD                                                 | CD                                   | CD    | CD | CD | CD | CD | CD | CD |
| No    | Titre                                              | Description                          | Durée |    |    |    |    |    |    |
| ----- | -------------------------------------------------- | ------------------------------------ | ----- | -- | -- | -- | -- | -- | -- |
| 1.    | Try This Shoot (Original Mix) (try this shoot ...) | Version originale                    | 6:01  |    |    |    |    |    |    |
| 2.    | Try This Shoot (TK Remix) (try this shoot ...)     | Version remixée (par Tetsuya Komuro) | 12:09 |    |    |    |    |    |    |
| 3.    | Try This Shoot (TV Mix) (try this shoot ...)       | Version instrumentale                | 6:00  |    |    |    |    |    |    |
| 24:10 |                                                    |                                      |       |    |    |    |    |    |    |

| 1. | Try This Shoot (Radio Edit) (try this shoot ...)       | Version raccourcie pour la radio | 4:42 |
| 2. | Try This Shoot (Original Version) (try this shoot ...) | Version originale                | 6:00 |

| A. | Try This Shoot (Original Mix) (try this shoot ...) | Version originale | 5:59  |
| B. | Try This Shoot (TK Remix) (try this shoot ...)     | Version remixée   | 12:03 |